# Kuggen (Gebäude)

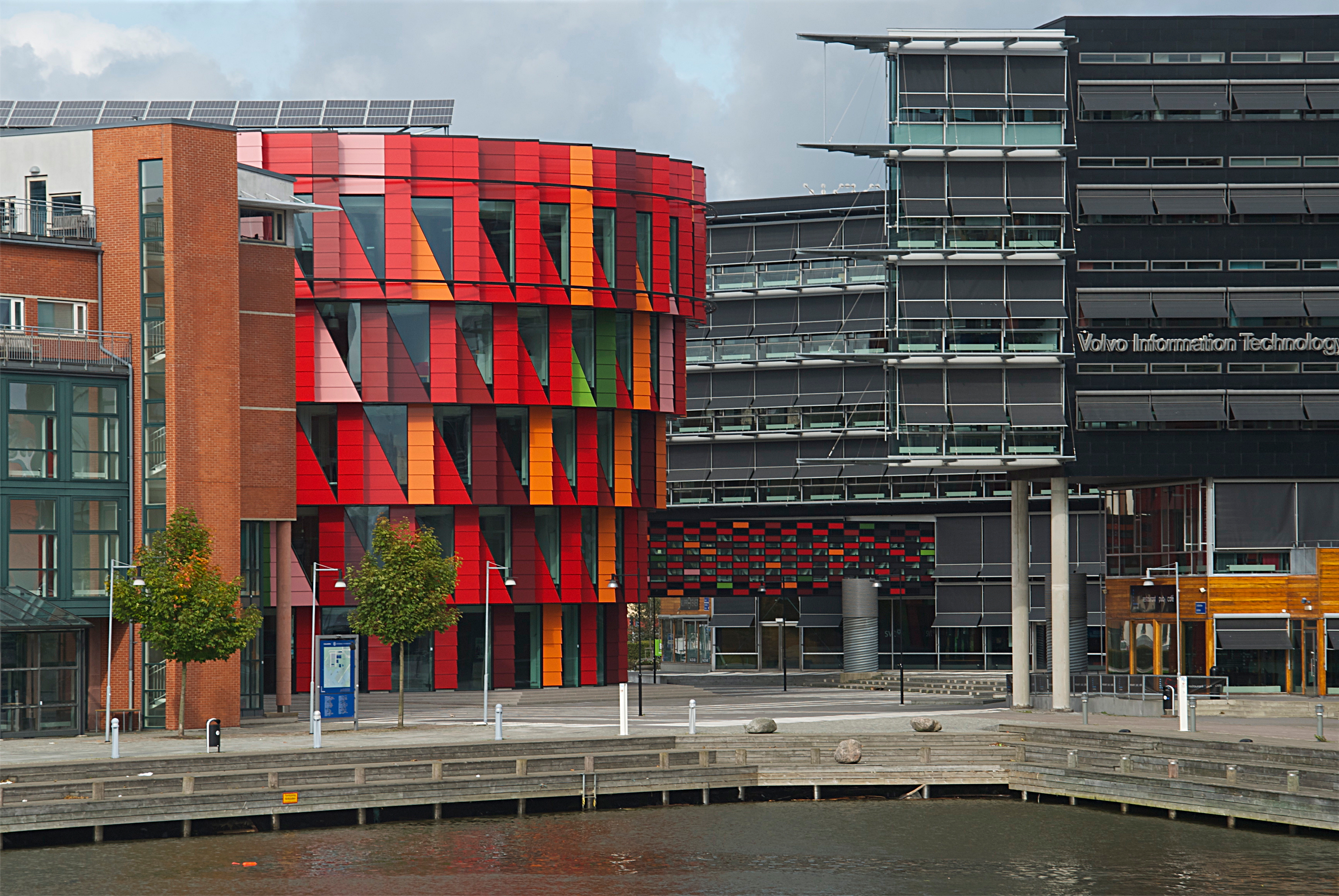
Das Kuggen in Nachbarschaft von Bürogebäuden, nach Fertigstellung im September 2011.

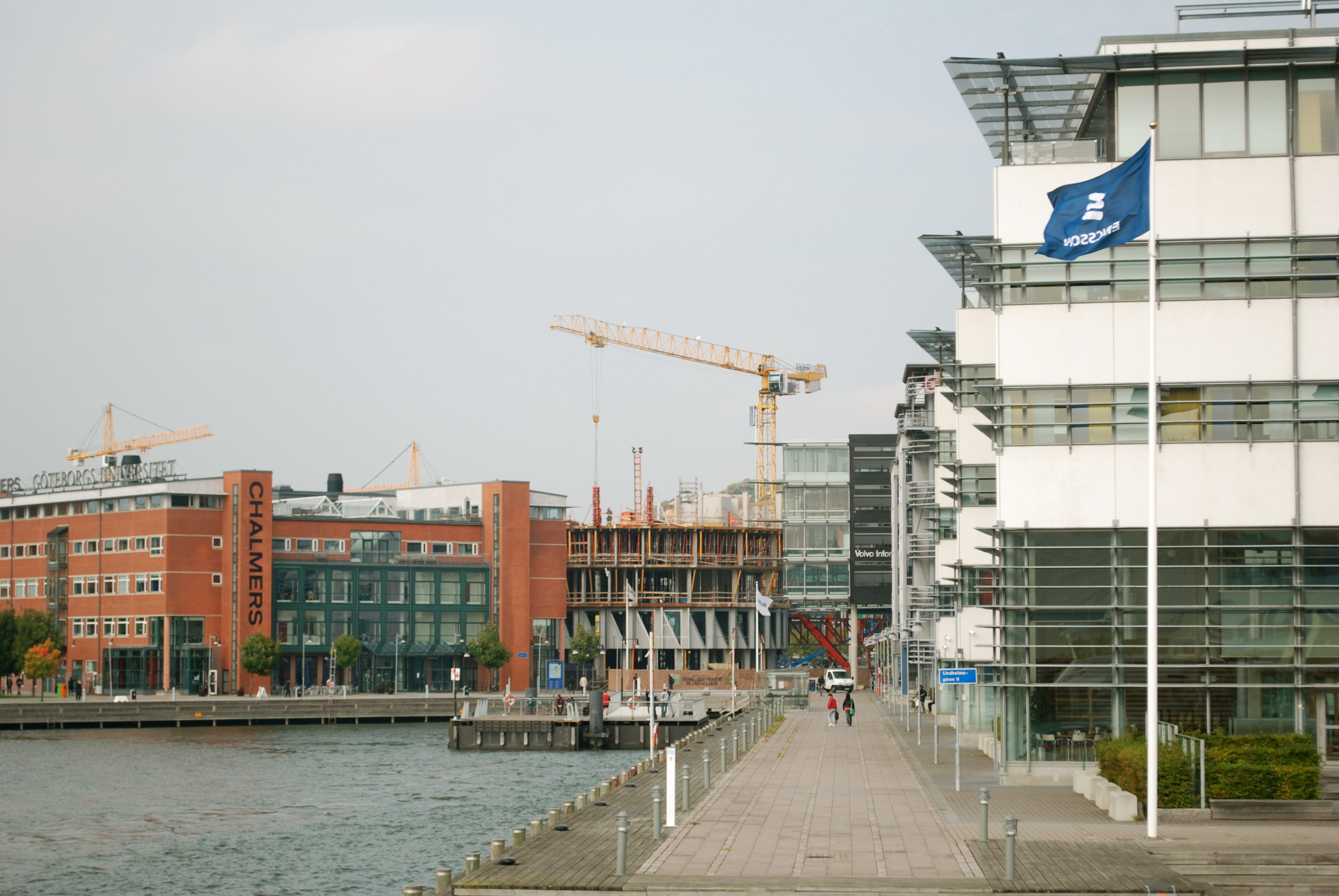
Das Kuggen während des Baus im September 2010.

Kuggen (Schwedisch für 'der Zahn (am Zahnrad)') ist ein Gebäude im Besitz der Technischen Hochschule Chalmers in Göteborg, Schweden. Es wurde von  Wingårdh arkitektkontor entworfen. Der Bau begann im Oktober 2010 und wurde im März 2011 fertiggestellt. Das Gebäude befindet sich auf dem Lindholmen Campus und ist über zwei Skyways im ersten Stock mit den Gebäuden Jupiter und Science Park verbunden.

## Zahlen, Daten und Fakten
| Name in Landessprache | Kuggen                                                            |
| Sprache des Namens    | Schwedisch                                                        |
| Adresse               | Lindholmsplatsen                                                  |
| Stadt                 | Göteborg                                                          |
| Land                  | Schweden                                                          |
| Architekturbüro       | Wingårdh Arkitektkontor                                           |
| Architekten           | Gert Wingårdh, Jonas Edblad Charlotte Erdegard and Danuta Nielsen |
| Bauingenieur          | Tyréns                                                            |
| Eigentümer            | Chalmersfastigheter AB                                            |
| Bodenfläche           | 5,350 m2                                                          |
| Baubeginn             | Oktober 2010                                                      |
| Fertigstellung        | März 2011                                                         |
| Stockwerke            | 5 Stockwerke und Keller                                           |
| Aufzüge               | 1                                                                 |
| Gebäudeart            | Bürogebäude                                                       |

## Gestaltung

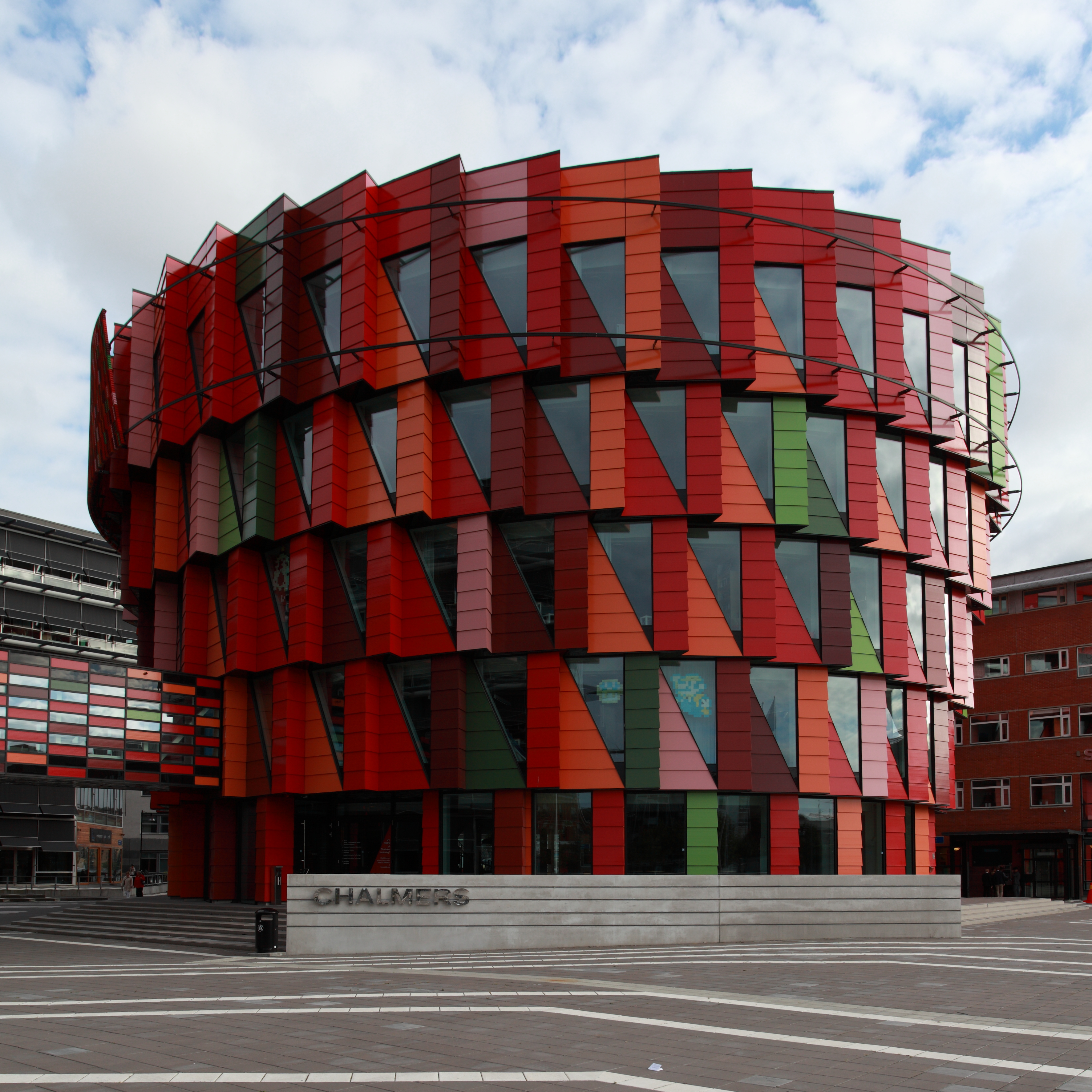
Frontansicht des Kuggen.

Der äußere Mantel besteht aus glasierten Keramikplatten in sechs verschiedenen Rottönen und einem Grünton, hergestellt von der MOEDING Keramikfassaden GmbH im niederbayerischen Marklkofen. "Kuggen" ist rund um das Verhältnis von Außenmantel zur Fläche zu minimieren. Jedes Stockwerk ist etwas größer als das darunter liegende. Daher wächst das Gebäude mit jedem Stockwerk. Eine bewegliche Sonnenblende folgt der Sonne und verdunkelt die Fenster in den obersten beiden Stockwerken. (Die anderen Gebäude in der Umgebung werfen Schatten auf die unteren Stockwerke.)

## Grünes Gebäude
Kuggen setzt vier Maßnahmen für ein Grünes Gebäude ein: anpassungsfähige Belüftungs- und Lichtanlagen, interaktive Heizung und Kühlung, und effektive Tageslichtnutzung. Die Keramikplatten der Fassade wurden wegen ihrer Langlebigkeit ausgesucht. Die Fenster sind dreieckig und ermöglichen dem Tageslicht tief ins Gebäude einzudringen und dabei gleichzeitig nur einen geringen (30 %) Teil der Wandfläche einzunehmen. Das Ergebnis ist ein Gebäude das auf  60 kW/Jahr/m2 Energieverbrauch abzielt. Dies ist weit unter dem was von grünen Gebäuden erwartet wird. Dennoch wird es hohen Ansprüchen an Komfort gerecht (Temperaturen in den Büros liegen zwischen 22 und 26 Grad Celsius).

## Auszeichnungen
- 2009: MIPIM Sustainability Award (2009)
- 2011: Nominiert für die Kategorie "Learning" auf dem World Architecture Festival 2011 in Barcelona